# روري بوركي
روري بوركي (بالإنجليزية: Rory Michael Bourke)‏ هو كاتب أغاني أمريكي، ولد في 14 يوليو 1942 في كليفلاند في الولايات المتحدة.

## وصلات خارجية
- الموقع الرسمي
- روري بوركي على موقع ميوزك برينز (الإنجليزية)
- روري بوركي على موقع أول ميوزيك (الإنجليزية)
- روري بوركي على موقع ديسكوغز (الإنجليزية)